# Автошлях Т 0104
Автошля́х Т 0104 — автомобільний шлях територіального значення в Автономній Республіці Крим. Пролягає територією Сакського, Сімферопольського, Бахчисарайського районів та Севастопольської міськради через Саки — Орлівку. Загальна довжина — 50,1 км.

## Маршрут
Автошлях проходить через такі населені пункти:
| Автошлях Т 0104           |              |
| Автономна Республіка Крим |              |
| Сакський район            |              |
| Саки                      | Р25          |
| Оріхове                   |              |
| Михайлівка                |              |
| Іванівка                  |              |
| Сімферопольський район    |              |
| Теплівка                  |              |
| Роздолля                  | Т 0106       |
| Бахчисарайський район     |              |
| Табачне                   |              |
| Віліне                    |              |
| Углове                    |              |
| Севастопольська міськрада |              |
| Полюшко                   |              |
| Орлівка                   | Т 2701Т 2707 |